# 1939 (numero)
Millenovecentotrentanove (1939) è il numero naturale dopo il 1938 e prima del 1940.

## Proprietà matematiche
- È un numero dispari.
- È un numero semiprimo.
- È un numero composto da 4 divisori: 1, 7, 277, 1939. Poiché la somma dei suoi divisori (escluso il numero stesso) è 285 < 1939, è un numero difettivo.
- È un numero nontotiente in quanto dispari e diverso da 1.
- È un numero congruente.
- È un numero intero privo di quadrati.
- È un numero odioso.
- È parte delle terne pitagoriche (805, 1764, 1939), (1939, 6648, 6925), (1939, 38340, 38389), (1939, 268548, 268555), (1939, 1879860, 1879861).

## Astronomia
- 1939 Loretta è un asteroide della fascia principale del sistema solare.

## Astronautica
- Cosmos 1939 è un satellite artificiale russo.